# Carl Schuricht
Carl Adolph Schuricht (Dantzig, entonces Prusia, 3 de julio de 1880 - Vevey, Suiza, 7 de enero de 1967) fue un director de orquesta y compositor alemán. Comenzó su actividad musical como compositor, recibiendo en este campo la ayuda de Max Reger, pero pronto alcanzará gran prestigio como director de orquesta. Salvo una breve estancia como director titular en Dresde, nunca estará ligado permanentemente a una orquesta y actuará como director invitado de las principales orquestas de Europa.

## Biografía
Schuricht nació en Danzig (Gdańsk), Imperio Alemán; la familia de su padre habían sido respetados constructores de órganos. Su madre, Amanda Wusinowski, quedó viuda poco después de su matrimonio (Carl Conrad Schuricht, padre de Carl, se ahogó en el Mar Báltico mientras salvaba a un amigo, tres semanas antes de que él naciera), crio a su hijo solo. Su niñez estuvo rodeada de música: "todos los domingos en verano solíamos alquilar tres grandes vagones abiertos y salir al campo. Después del pícnic nos uníamos a las obras corales de Bach, Handel y Mendelssohn". Mostró talento para la música a una edad temprana, estudiando piano y violín desde la edad de seis años. A los once años estaba componiendo, y continuó sus estudios académicos y musicales cuando su madre se mudó a Berlín y luego a Wiesbaden.
A los 20 años obtuvo el puesto de repetidor en el Stadttheater de Maguncia y dos años más tarde ganó el premio de composición de la Fundación Kuczynski y una beca Felix von Mendelssohn. Luego regresó a Berlín para estudiar piano con Ernst Rudorff y composición con Engelbert Humperdinck, luego trabajó para Max Reger en Leipzig, publicando obras de cámara, sonatas y lieder. Atraído por la profesión de director de orquesta, realizó giras por Alemania dirigiendo operetas, óperas, sociedades corales y conciertos sinfónicos. Durante este tiempo tuvo la oportunidad de ver en el ensayo y en el concierto figuras como Arthur Nikisch, Felix Weingartner, Ernst von Schuch, Felix Mottl, Hans Richter, Karl Muck y Gustav Mahler.
El 24 de mayo de 1906 escuchó el Sea Drift de Frederick Delius en Essen con el compositor presente, y le prometió a Delius que cuando tuviese su propia orquesta la dirigiría él mismo, lo que hizo en Fráncfort con Delius nuevamente en la audiencia. Más importante fue quizás que en el mismo Festival en 1906 escuchó el estreno de la Sexta Sinfonía de Mahler, dirigida por el compositor. En 1909 sucedió a Siegfried Ochs como director del Rühlscher Oratorienverein en Fráncfort del Meno y a los 40 años fue nombrado director musical de la orquesta municipal de Wiesbaden; los festivales de música moderna (Richard Strauss, Reger, Mahler, Delius y Arnold Schoenberg) hicieron de Wiesbaden un centro de música de renombre internacional. Schuricht dijo de esto: "El público alemán no estaba más ávido que cualquier otro por las novedades que quería darle. Tengo que prepararlo para ellos con delicadeza, convencer sin aporrear, engatusar y seducir. Lo logré preparando conciertos de la música moderna a través de conferencias, que ilustré con extractos tocados por mí mismo al piano o por la orquesta ".
Su carrera no era la de una estrella, pero fue amado tanto por los miembros de la orquesta como por el público. Como director musical en Wiesbaden (1920-1944) organizó el primer "Festival Gustav Mahler" alemán en abril de 1921, dirigiendo las sinfonías de Mahler Nos. 2, 3, 5, 6, 7 y "Das Lied von der Erde" (cf Signale für die musikalische Welt, No. 14, 6 de abril de 1921, página 384), y una semana después la Filarmónica de Berlín lo invitó a Berlín, donde el 2 de mayo dirigió la Sexta sinfonía de Mahler. Las obras de Mahler fueron muy populares en Alemania, Holanda y Austria durante la década de 1920, pero finalmente fueron prohibidas por los nazis entre 1933 y 1945, debido a los antecedentes judíos del compositor.
Schuricht continuó dirigiendo a Mahler fuera de Alemania. El 5 de octubre de 1939, durante la Guerra, una actuación suya con la Orquesta del Concertgebouw de Ámsterdam de Das Lied von der Erde de Mahler fue interrumpida por una mujer que gritaba "Deutschland über alles, Herr Schuricht". La grabación está disponible en CD. Schuricht fue el primero en recibir la Medalla de Oro de la Internationale Gustav Mahler-Gesellschaft en Viena en 1958. Schuricht trabajó en el Festival de La Haya / Scheveningen de 1930 a 1939 y fue director invitado de la Filarmónica de Dresde de 1942 a 1944. Se esperaba que siguiera como director de la orquesta desde el 1 de octubre de 1944, pero la escalada de la guerra significó que la orquesta se cerró y el mismo Schuricht recibió una advertencia de que estaba a punto de ser arrestado, y huyó a Suiza. Se instaló en Zürich, donde se casó con Maria Martha Banz y trabajó con la Orchestre de la Suisse Romande.
Durante los últimos años de la década de 1940 y en la de los 1950, Schuricht dirigió por toda Suiza, en la reapertura del Festival de Salzburgo en 1946, en París y en los festivales de Holanda, Lucerna, Aix-en-Provence y Montreux. Dirigió regularmente la Orquesta Sinfónica de la Radio del Sur de Alemania de 1950 a 1966. Cuando la Filarmónica de Viena hizo su primera gira por los Estados Unidos en 1956, Schuricht reemplazó a Erich Kleiber, compartiendo la dirección durante las seis semanas con André Cluytens.
Murió a la edad de 86 años en su casa en Corseaux-sur-Vevey, Suiza, y fue enterrado en Wiesbaden, como ciudadano honorario de esa ciudad.

## Obras como compositor
- Herbststücke op. 4 para orquesta.

## Estilo y repertorio
Combinaba un gran rigor en la planificación técnica de sus ejecuciones junto con una gran fantasía en las interpretaciones, un dinamismo juvenil que mantuvo hasta una edad avanzada. Tenía un estilo similar al de Wilhelm Furtwängler, aunque sin la grandiosidad de la que dotaba este a todas sus interpretaciones, lo que lo acerca a una visión más contemporánea de la dirección. Con el tiempo adquirió una gran libertad para personalizar de manera subjetiva sus interpretaciones. Schuricht opinaba que el director de orquesta debe ejercitar una intuición musical que le permita percibir la esencia de lo que interpreta para transmitir su visión de la partitura. En España tuvo mucha relación e influencia en el joven Ataulfo Argenta. Sergiu Celibidache le profesaba gran admiración.
Se le consideró un gran especialista del repertorio austriaco-alemán que va de Franz Schubert a Gustav Mahler. Se recuerda especialmente su interpretación apasionada de las sinfonías de Anton Bruckner y, sobre todo, su grabación de la Sinfonía nº. 5 de este compositor que realizó en Viena en 1963. Para algunos críticos es la mejor versión de la obra y se la compara con la más contenida y devota de otro gran especialista en Bruckner, Eugen Jochum.

## Discografía selecta
- Beethoven: Sinfonías n.º 1-9. Con la Orquesta del Conservatorio de París (EMI)
- Brahms: Sinfonía n.º 1. Con la Orquesta de la Radio de Frankfurt (Melodram)
- Bruckner: Sinfonía n.º 5. Con la Filarmónica de Viena (DG)
- Bruckner: Sinfonía n.º 8. Con la Filarmónica de Viena (EMI)
- Bruckner: Sinfonía n.º 9. Con la Filarmónica de Viena (EMI)
- Chaikovski: Capricho italiano; Suite n.º 3 'Tema y variaciones'. Con la Orquesta de la Sociedad de Conciertos del Conservatorio (Decca, 1952)
- Mahler: Sinfonía n.º 3. Con la Sinfónica de la Radio de Stuttgart (Archiphon)
- Mendelssohn: Oberturas. Con la Filarmónica de Viena (Decca)
- Mozart: Réquiem. Con la Filarmónica de Viena (Archiphon, 1962)
- Schumann: Sinfonías n.º 2 & n.º 3, Obertura, scherzo y finale. Con la Orquesta de la Sociedad de Conciertos del Conservatorio (Decca, 1953-1954)
- Wagner: Orchestral excerpts. Con la Orquesta Sinfónica de la Radio de Stuttgart

- Schuricht. Maestro Agile [10 CD Box] (Documents, 2003)
- Schuricht. Decca Recordings 1949–1956 [5 CD Box] (Decca, 2004)
- Schuricht dirigiert die Dresdner Philharmonie (Berlin Classics, 2005)
- Carl Schuricht Collection [20 CD Box] (Hänssler, 2007)
- Schuricht (BBC Legends, 2007)